# Reichskammergericht

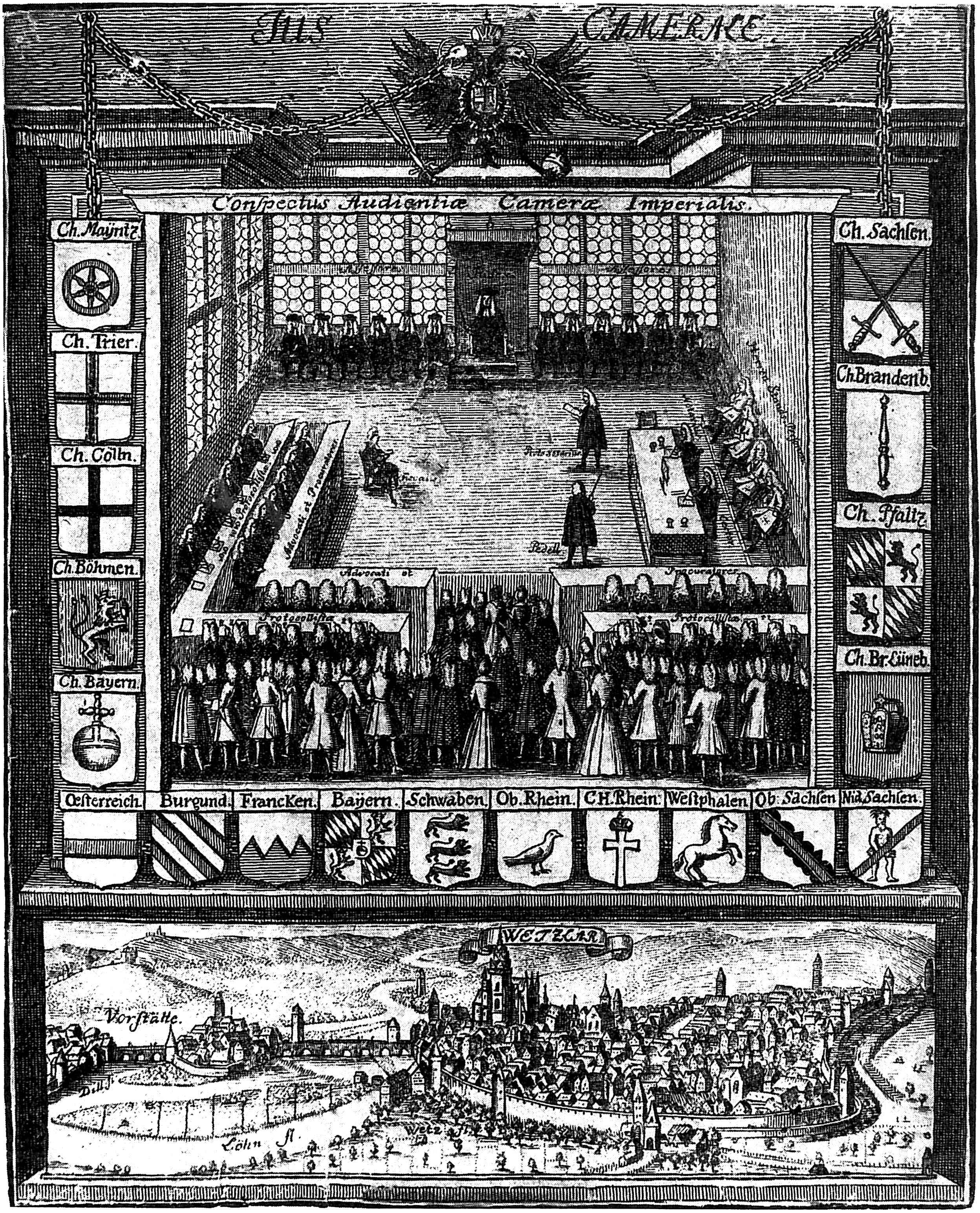
Audienz am Reichskammergericht Wetzlar (Conspectus Audientiae Camerae Imperialis), Kupferstich, Frankfurt/Main 1750, Städtische Sammlung Wetzlar

Das Reichskammergericht war von seiner Gründung im Jahr 1495 unter dem römisch-deutschen König und späteren Kaiser Maximilian I. bis zu seiner Auflösung 1806 neben dem Reichshofrat das oberste Gericht des Heiligen Römischen Reichs. Es hatte die Aufgabe, ein geregeltes Streitverfahren an die Stelle von Fehden, Gewalt und Krieg zu setzen. Zuerst hatte das Gericht seinen Sitz in Frankfurt am Main. Nach Zwischenstationen in Worms, Augsburg, Nürnberg, Regensburg, Speyer und Esslingen am Neckar war es ab 1527 in Speyer und nach dessen Zerstörung im Pfälzischen Erbfolgekrieg von 1689 bis 1806 in Wetzlar ansässig.

## Name
Das Gericht wird in der Reichskammergerichtsordnung von 1495 in der Präambel als Unser und des Hailigen Reichs Camergericht bezeichnet. In den meisten Fällen heißt es in der Ordnung schlicht camergericht oder einige Male auch als unser kgl. und ksl. camergericht. Erst seit dem Westfälischen Frieden bzw. dem Jüngsten Reichsabschied wird verstärkt die Bezeichnung kaiserliches und des Reichs Kammergericht, häufig vereinfacht kaiserliches Reichs Kammergericht, verwendet und damit der duale Charakter des Gerichts deutlicher betont. Die Bezeichnung Reichskammergericht kommt im späten 18. Jahrhundert gelegentlich in Gebrauch, aber niemals in offiziellen Dokumenten und nur selten in der sogenannten Kameralliteratur.
Während seines Bestehens selbst gab es eine Vielzahl von Bezeichnungen für das Reichskammergericht. Nach Johann Jacob Moser hatte es in den Reichsgesetzen und anderen Staatsschriften folgende Benennungen: Ihro Röm. Kayserliche und Reichs-Cammer-Gericht, die Kayserliche Cammer, die Cammer das Cammer-Gericht, Judicium Camerae Imperialis, Camera Imperialis, Camera Judicium Camerale, Collegium Camerale; etc.
Erst seit dem Werk von Rudolf Smend aus dem Jahr 1911 hat sich die heutige Bezeichnung eingebürgert und wird fast durchgängig in der Literatur verwendet. Diese Bezeichnung ist also eine Vereinbarung der Historiker und ist nicht quellentreu, da man eigentlich vom Kaiserlichen Reichskammergericht reden müsste.

## Geschichte

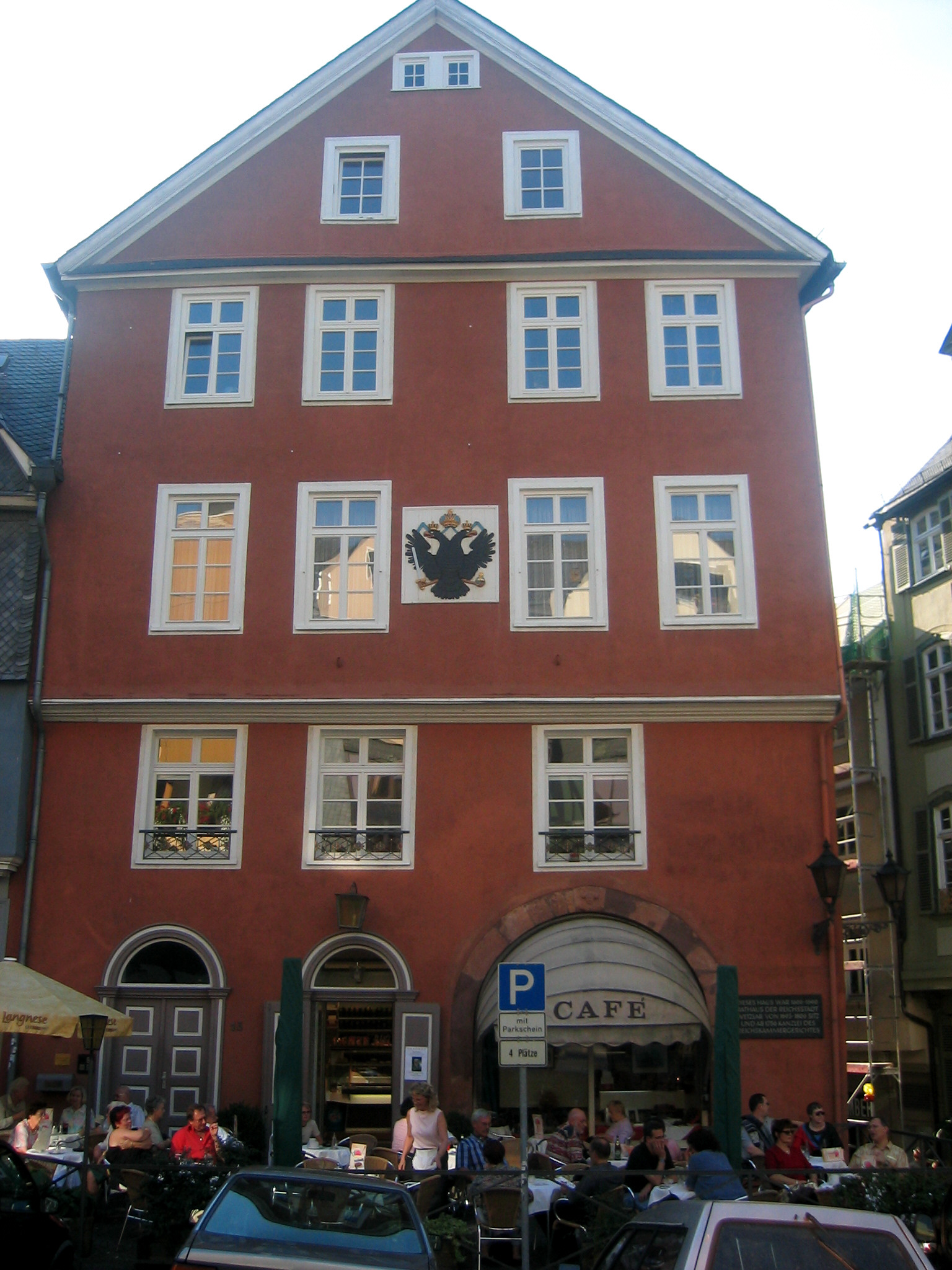
Sitz des Reichskammergerichts in Wetzlar

### Vorgeschichte

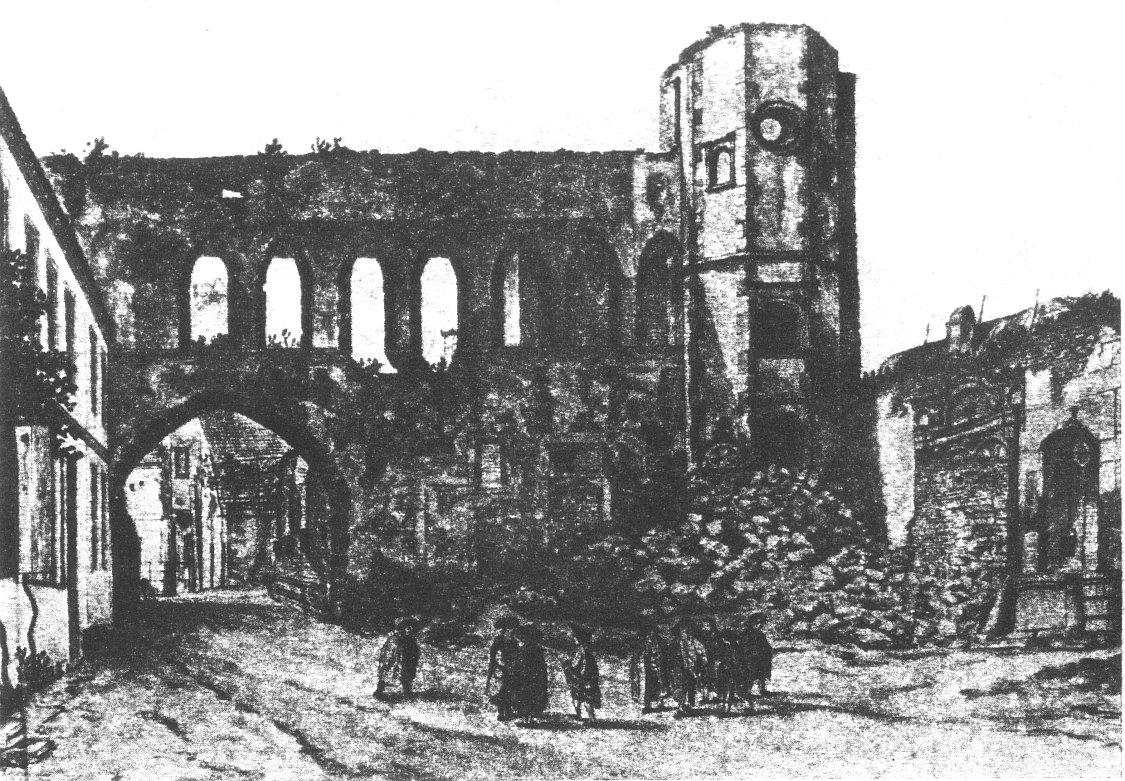
Ruine des Ratshofes zu Speyer 1789, in dem mehrere Reichstage abgehalten wurden; rechts die zugemauerte Tür zur Audienzstube des Reichskammergerichts in Speyer. Aquarell von Franz Stöber

Die Könige und Kaiser des Heiligen Römischen Reiches waren zugleich auch die obersten Gerichtsherren des Reiches. Alle Rechtsstreitigkeiten konnten vor den König gebracht werden, und dieser konnte alle Verfahren an sich ziehen und selbst entscheiden. Zur Entlastung des Königs aufgrund der großen Anzahl an Prozessen schuf Friedrich II. im Mainzer Landfrieden von 1235 das Amt des Hofrichters und ordnete diesem eine eigene Hofgerichtskanzlei zu.
Zu Beginn des 15. Jahrhunderts wurde neben dem kaiserlichen Hofgericht ein weiteres Gremium geschaffen, das den Kaiser in den bei diesem verbleibenden Fällen in camera (d. h. nicht öffentlich) beriet. Dieses Gremium erhielt schnell den Namen Kammergericht, und der spätere Kaiser Friedrich III. gab 1451 das alte Hofgericht ganz zugunsten dieses Kammergerichts auf.
Die Abhängigkeit des Kammergerichts vom Kaiser wurde von den Reichsständen immer wieder bemängelt. Daneben gab es auch immer wieder Klagen über die Vernachlässigung der Rechtsprechung im Allgemeinen und die Art ihrer Ausführung im Besonderen. Diverse politisch motivierte Reformprojekte gab es seit 1455. In der ersten Hälfte der 1470er Jahre gab es eine kurze Phase mit regelmäßigen Sitzungen des Kammergerichts, doch hielt diese nur kurz an, und das Kammergericht tagte seit 1475 nur noch sporadisch.:4
Als Kaiser Friedrich III. auf dem Reichstag in Frankfurt 1486 nach der Wahl seines Sohns Maximilian zum römisch-deutschen König Hilfe in den Ungarkriegen verlangte, machten die Fürsten und Kurfürsten deren Bewilligung von einer Gerichtsreform und der Landfriedensordnung abhängig. Doch gab es bis zum Tod Friedrichs im Jahr 1493 keine Einigung zwischen den Reichsständen und dem Kaiser, der den weitreichenden Forderungen der Stände nicht im gewünschten Umfang nachgeben wollte.
Schon ein Jahr nach dem Tod Friedrichs nahm das jahrelang nicht mehr in Erscheinung getretene Kammergericht seine Arbeit wieder auf, zunächst wie bisher an den Aufenthaltsorten des Königs und schließlich in Worms während des dortigen Reichstags. Smend bringt diese Wiederbelebung des Gerichts mit dem Eintritt des Mainzer Erzbischofs Berthold in die Reichsverwaltung in Zusammenhang, der damit die vollständige Reform des Gerichtswesens durch den nächsten Reichstag vorbereiten wollte. Maximilian hingegen hoffte demnach, dass durch die verstärkte Tätigkeit des königlichen Gerichts den Reformwünschen der Reichsstände entgegengewirkt werden könne.:16
In der Ausschreibung für den Reichstag zu Worms (1495) war Maximilian den Ständen entgegengekommen, indem er darin die Gericht und Recht ordentlich aufzurichten als Gegenstand der Verhandlungen aufführte. Dennoch zogen sich die Verhandlungen zu den verschiedenen Reformprojekten – neben dem Gericht betraf dies besonders das Reichsregiment und den Landfrieden – über Monate hin. Ende Juli nahm Maximilian einen Entwurf der Kammergerichtsordnung an, der weitestgehend die Forderungen der Kurfürsten und Fürsten enthielt. Am 3. August wählte der Reichstag die Assessoren (auch als Beisitzer, Richter bzw. Urteiler bezeichnet), und am 7. August wurde die Kammergerichtsordnung zusammen mit den anderen Beschlüssen des Reichstags besiegelt.:18 ff.

### Gründung und Blütezeit im 16. Jahrhundert
Das Reichskammergericht war insoweit eine Neuschöpfung, als das Gericht nun stärker von der Person des Königs gelöst wurde. Es sollte nicht mehr am Aufenthaltsort des Königs, sondern immer im Reich an einem ihm zugewiesenen Gerichtsort tagen. Zum einen eröffnete dies den Reichsständen mehr Einfluss auf die letztinstanzliche Rechtsprechung, da sie nun – ebenso wie der König – Assessoren am Reichskammergericht stellen konnten. Gleichzeitig wurde mit der Möglichkeit des Untertanenprozesses ein Instrument geschaffen, das die Befugnisse der Landesherren einschränkte: Ihre Untertanen konnten nun über die territorialen Obergerichte hinaus an eine zentrale Instanz appellieren.
Die erste Reichskammergerichtsordnung begründete Unser [also des Königs] und des Hailigen Reichs Cammergericht. Der Erfolg der Reichsstände gegenüber dem Kaiser zeigt sich auch bei den Regelungen für das Gericht bezüglich Tagungsort – einer von der Residenz des Kaisers weit entfernten Reichsstadt –, Finanzierung und personeller Zusammensetzung. Als erste Residenz wurde nicht Worms, wo das bisherige Königliche Kammergericht ansässig und tätig gewesen war, sondern die Reichsstadt Frankfurt am Main gewählt, was zwar auf den Widerstand der Stadt stieß, aber von den Vertretern der Stadt akzeptiert wurde.:148 ff.
Erster Kammerrichter in der Geschichte des Reichskammergerichts und damit dessen personelle Spitze war der mit Maximilian I. befreundete Graf Eitel Friedrich II. von Hohenzollern.
Nur wenige Wochen nach der Entscheidung für den Sitz des Gerichts in Frankfurt zog das Gerichtspersonal, das sich hauptsächlich aus dem Personal des bisherigen Kammergerichts zusammensetzte, im September 1495 nach Frankfurt. Am 31. Oktober 1495 wurde das neue Gericht von Maximilian I. persönlich eröffnet. Er nahm Eitel Friedrich und den Beisitzern den Amtseid ab und übergab dem Kammerrichter den Gerichtsstab als Zeichen seiner Würde. Damit repräsentierte er den König – Maximilian war erst ab 1508 Kaiser – als obersten Gerichtsherrn. Der Kammerrichter war dessen dauerhafter Stellvertreter am und im Gericht. Er repräsentierte ihn auch im Sinne der Darstellung königlicher Macht, wozu neben dem Gerichtsstab auch der erhöhte Thron unter einem Baldachin diente. Mit einer ersten Audienz am 3. November nahm das Gericht seine Tätigkeit auf.
Die Ansiedlung des Gerichts in der selbstbewussten Reichsstadt Frankfurt am Main wurde dort nicht von allen begrüßt. Die Frankfurter sahen in dem Gericht ein Symbol der alten ständisch-feudalen Ordnung, das aufgrund seiner zeremoniellen Ansprüche und Privilegien die städtische Verfasstheit empfindlich stören könnte. Dementsprechend verhielten sich die Frankfurter gegenüber dem Gericht reserviert, empfingen es aber standesgemäß.
Ein Versuch Maximilians, die finanzielle Ausstattung des Gerichts zu verbessern, scheiterte 1497 auf dem Reichstag in Lindau ebenso wie der Versuch, das Reichskammergericht auch nach Lindau zu holen. Auf dem nächsten Reichstag in Worms im April 1497, anderthalb Jahre nach der Eröffnung in Frankfurt wurde der Sitz wieder nach Worms verlegt, wo das Gericht am 31. Mai 1497 seine Arbeit wiederaufnahm.:149
Die schweizerische Eidgenossenschaft weigerte sich, das Reichskammergericht anzuerkennen. Dies war ein Grund für die Spannungen, die 1499 zum Schwabenkrieg führten. Mit dem Frieden zu Basel wurden die Reichsacht sowie alle Beschlüsse und Prozesse des Reiches gegen die Eidgenossenschaft und ihre Verbündeten aufgehoben. Damit wurde faktisch anerkannt, dass die Eidgenossenschaft nicht zum Geltungsbereich des Reichskammergerichts gehörte.
Entgegen den Beschlüssen des Reichstags wies Maximilian das Reichskammergericht und das Reichsregiment an, ihren Sitz nach Regensburg zu verlegen. Nach dem Ende des Reichsregiments Anfang 1502 trat auch das Reichskammergericht nicht mehr zusammen und nahm seine Arbeit erst wieder am 28. April 1503 am neuen Sitz in Regensburg auf. Maximilian war es gelungen, den Einfluss der Reichsstände auf das Gericht fast vollständig auszuschalten. Er trat sogar wieder selbst als Gerichtsherr auf und beorderte einen Teil des Gerichtspersonals nach Augsburg, um den Bayerischen Sukzessionsstreit zu entscheiden, was dazu führte, dass der Rest des Gerichts in Augsburg im März 1504 seine Arbeit erneut einstellte und nach Regensburg zurückkehrte.:151 1509 wurde das Gericht nach Worms verlegt. 1511 wurde die Arbeit wegen der sich in der Stadt ausbreitenden Pest für einige Monate nach Speyer verlegt. Mit dem Amtsantritt Kaiser Karl V. und der Wiederbelebung des Reichsregiments kam das Gericht nach Nürnberg und dann infolge der Reformationswirren nach Esslingen. 1526 wurde auf dem Reichstag von Speyer beschlossen, das Reichskammergericht von Esslingen nach Speyer zu verlegen.

### Das Kammergericht in Speyer und Wetzlar
Das Gericht hatte ab 1527 seinen Sitz in Speyer im früheren Speyerer Ratshof in der Nähe des Kaiserdoms. Im Jahr 1530 wurde Speyer dann zum dauerhaften Sitz des Reichskammergerichts erklärt. Im Sommer 1555 wich das Gericht wegen einer Seuche nach Esslingen aus.
Nach der Zerstörung Speyers im Pfälzischen Erbfolgekriegs tagte das Gericht ab 1689 in Wetzlar. Hierfür stellte die Stadt Wetzlar 1693 das ehemalige Rathaus als Tagungsort zur Verfügung. Hier tagte es bis 1756. Dann zog das Gericht 1756 in das gegenübergelegene, durch Kriegsschäden des Zweiten Weltkriegs heute verschwundene „Herzogliche Haus“
Nachdem das Kammergericht in das „Herzogliche Haus“ umgezogen war, beherbergte das alte Gebäude Kanzlei und Archiv.
Hier schrieb sich Johann Wolfgang von Goethe von Mai bis September 1772 als Praktikant beim Reichskammergericht ein. Ab 1782 diente das Ingelheim’sche Palais bis zur Auflösung des Alten Reichs im Jahr 1806 als Sitz des Reichskammergerichts.
1693 nutzte das Reichskammergericht in Ermangelung eigener Gebäude das Rathaus als Tagungsort.

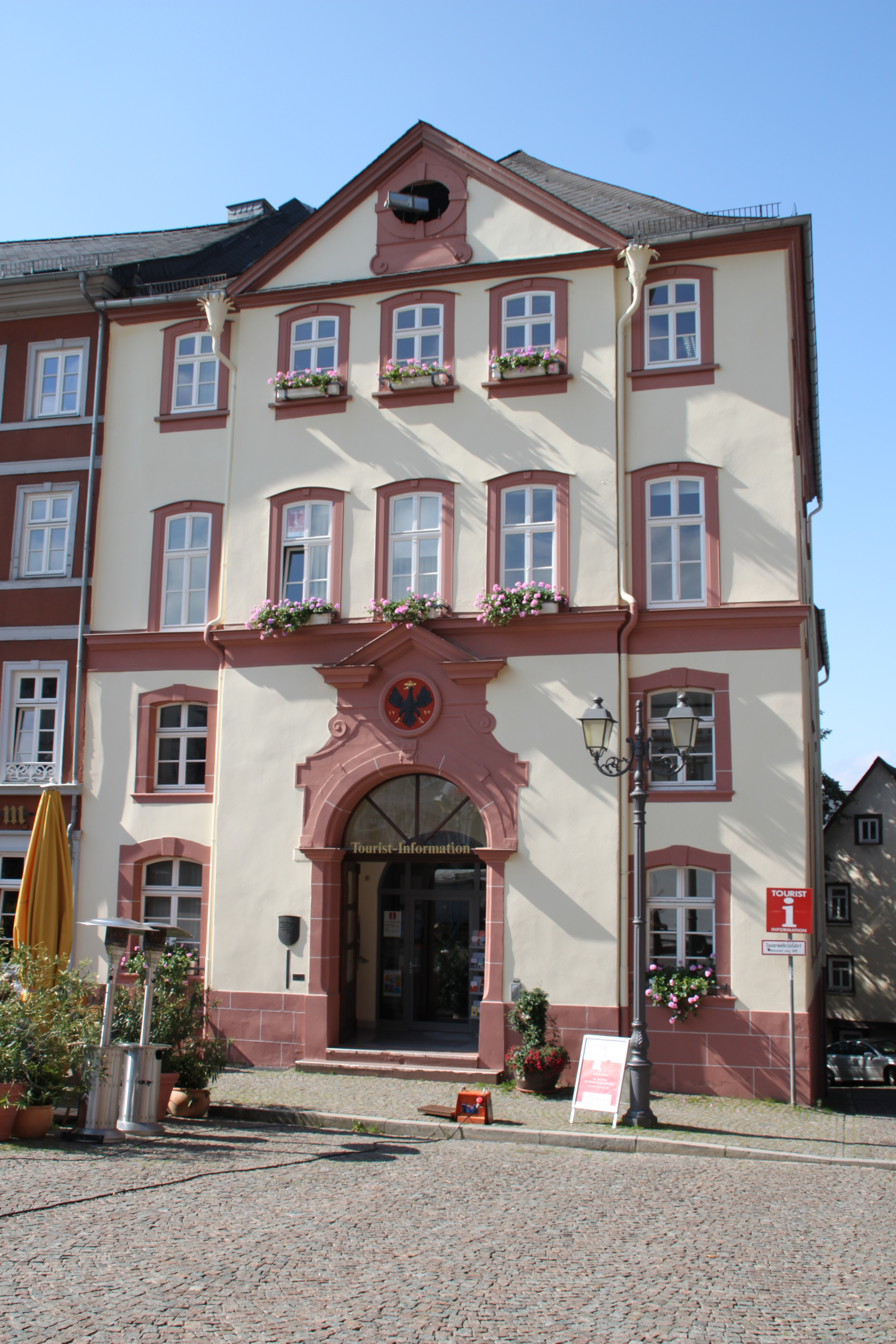
Altes Rathaus Wetzlar
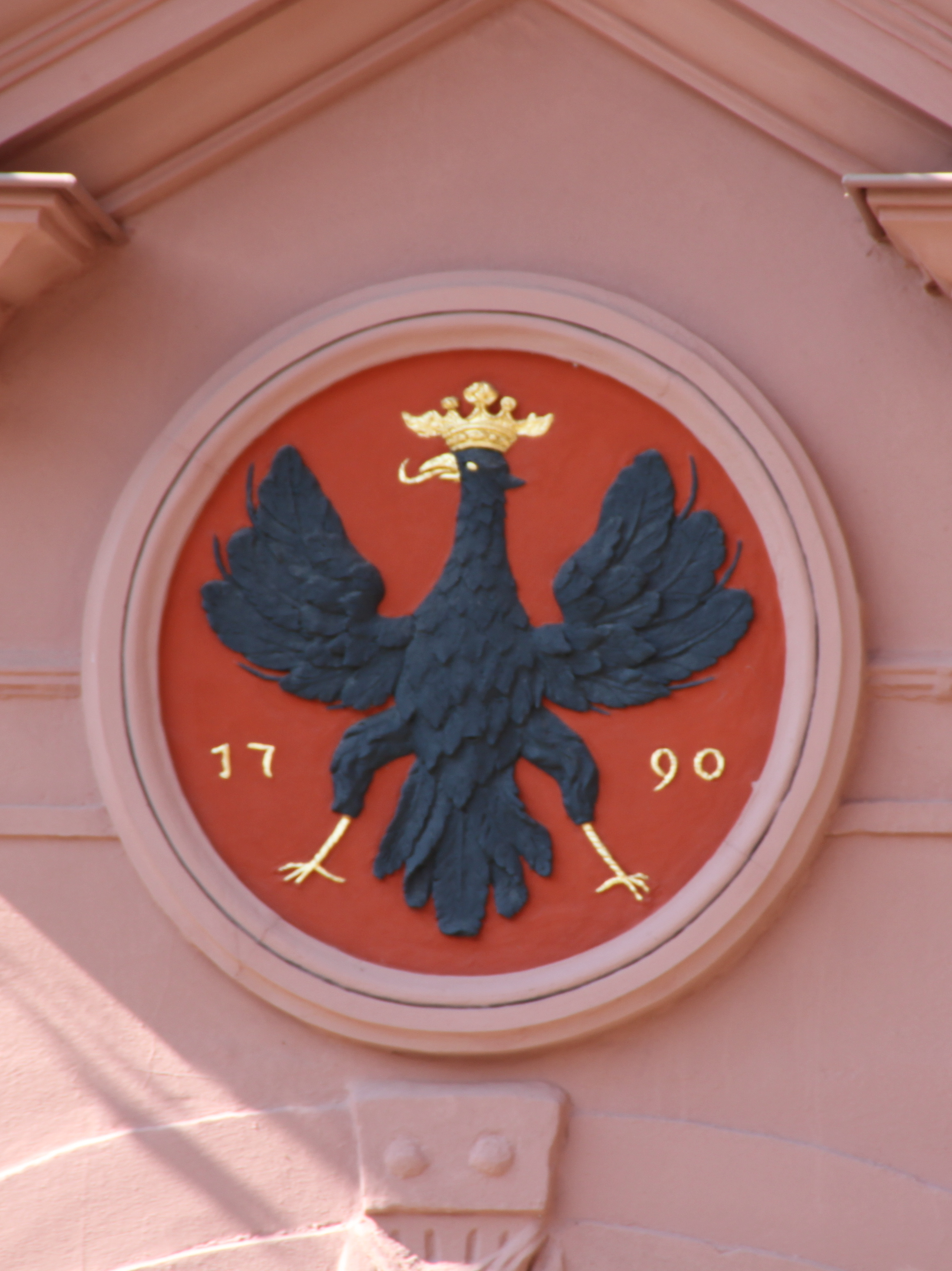
Wappen Wetzlars mit dem Reichsadler am alten Rathaus
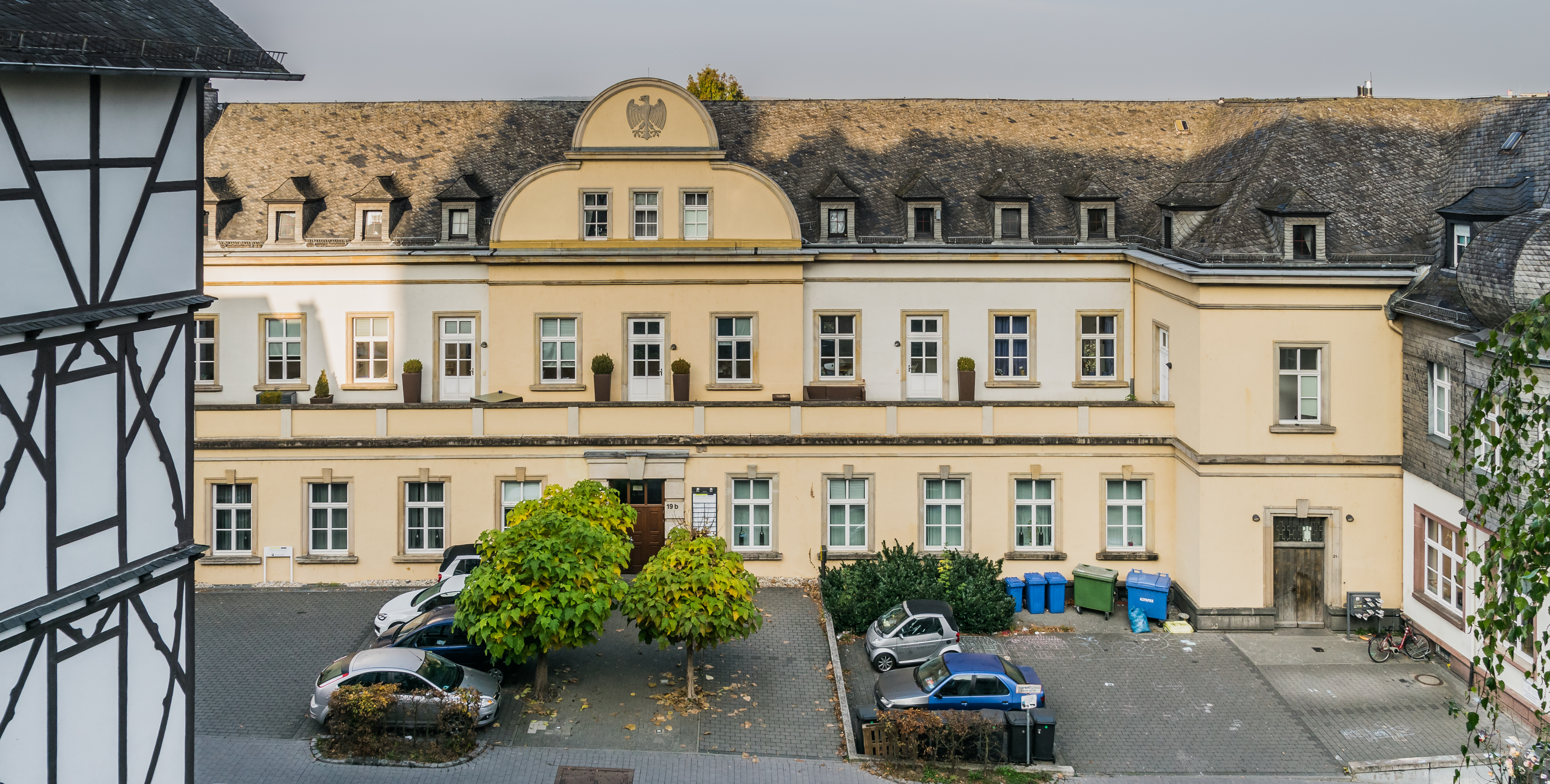
Von Ingelheim’sches Palais, Wetzlar, Gebäude des Reichskammergerichts 1782–1806

Untergebracht war das Gericht zunächst in dem 1660 erbauten Rathaus auf dem Fischmarkt, der späteren „Alten Kammer“, die heute noch den Reichsadler trägt. Dann zog das Gericht in das gegenübergelegene, durch Kriegsschäden heute verschwundene „Herzogliche Haus“ in der Nähe des Domes und später in ein Gebäude, das sich an der Stelle des alten Postamtes befand.
Das in einem einfachen Gebäude untergebrachte Gericht sollte im 18. Jahrhundert einen repräsentativeren Amtssitz erhalten, zu dem es aber nie kam. Mehrere Architekten, darunter Anselm Franz Reichsfreiherr von Ritter zu Groenesteyn oder Johann Valentin Thomann lieferten dazu Entwürfe. Auch Balthasar Neumann beschäftigte sich zwischen 1732 und 1739 mit der Planung eines Neubaus.

### Ende des Gerichts und Archivierung der Akten
Am 6. August 1806 legte Kaiser Franz II. die Krone des Reiches nieder und entband zudem zugleich Churfürsten, Fürsten und Stände und alle Reichsangehörigen, insonderheit auch die Mitglieder der höchsten Reichsgerichte und die übrige Reichsdienerschaft, von ihren Pflichten. Am nächsten Tag schrieb er an den damaligen Kammerrichter, Meinen Kaiserlichen Reichskammer-Richter Grafen von Reigersberg zu Wien, und gab diesem die Auflösung des Reichskammergerichts infolge des Endes des Reiches bekannt und gab dem Kammerrichter den Auftrag, den Gerichtspersonen die Auflösung des Reichsverbandes und die Entlassung aus ihren Pflichten mitzuteilen.
Nach der Auflösung des Reichskammergerichts wurden die Unterlagen des Gerichts in Wetzlar gesammelt. Bis 1808 lagen sie dort und ehemalige Mitarbeiter des Gerichts begannen mit der Erschließung. 1815 übernahm Preußen die Verwaltung der Bestände und alle noch unerledigten Prozesse wurden ebenfalls in diesem Jahr an die neuentstandenen Obergerichte der Bundesstaaten überwiesen.
Durch einen Beschluss der Bundesversammlung des Deutschen Bundes wurde eine Archivkommission eingerichtet, die die Aufbewahrung und Auslieferung der Akten der abgeschlossenen Prozesse an die nun zuständigen Bundesstaaten übernehmen sollte. So sollten die Akten aus erstinstanzlichen Verfahren an den Bundesstaat gehen, in dem der Beklagte seinen ständigen Wohnsitz hatte. Die Gerichtsakten aus Appellationsverfahren gingen an den Bundesstaat, auf dessen Gebiet sich die Vorinstanz befand. Diese Auslieferung dauerte bis 1852; die preußischen Archivakten wurden bis 1924 weiterhin in Wetzlar aufbewahrt. In Wetzlar verblieb außerdem der sogenannte Untrennbare Bestand, der sich u. a. aus den Prozessakten der nicht zum Territorium des Deutschen Bundes gehörigen ehemaligen Reichsgebiete, den internen Akten des Gerichts und der Verwaltung und vor allem aus den Urteilsbüchern ab 1573 und den umfangreichen Sitzungsprotokollen der Kammergerichtssenate zusammensetzt.

## Aufbau des Gerichts
Nach mittelalterlicher Tradition stand dem Gericht der sogenannte Kammerrichter vor, der die Funktion eines Gerichtspräsidenten ausübte. Der Kammerrichter musste kein gelehrter Jurist sein, sondern ein reichsunmittelbarer Adliger, der vom Kaiser für dieses Amt bestimmt wurde. Der Kammerrichter leitete die als Audienzen bezeichneten öffentlichen Sitzungen des Gerichts, führte die Dienstaufsicht über die Assessoren und legte fest, welche Fälle welchen Assessoren zur Entscheidung zugewiesen wurden.
Die eigentlichen Urteile fällten die Assessoren („Cameralen“, Beisitzer, Urteiler). Ihre Anzahl schwankte im Laufe der 300-jährigen Geschichte des Gerichts. Die Entscheidungen wurden in Beratungsgruppen gefällt. Für minderwichtige Entscheidungen berieten meist vier Assessoren, an Endurteilen mussten acht Assessoren mitwirken, in ganz wichtigen Fällen kamen alle Assessoren zusammen. In einer Beratergruppe waren zwei Assessoren (Referent und Correferent) dafür zuständig, die Fälle genauer zu besehen und Gutachten samt Urteilsvorschlägen (Relatio et Votum consultativum) auszuarbeiten, die anschließend von allen anwesenden Assessoren beraten und beschlossen wurden. Es gab meist je eine Urteilergruppe zu acht Assessoren, die in der Audienz schnell zu fällende prozessuale Urteile trafen; eine Urteilergruppe, die dringliche Sachen außerhalb der Audienz bearbeitete, und eine Urteilergruppe, die in Standardfällen entschied.
Von den Assessoren wurden je einer von den Kurfürsten an das Gericht entsandt. Der römisch-deutsche König benannte für Burgund und Böhmen je zwei und jeder der 1500 und 1512 gebildeten Reichskreise durfte ebenfalls einen Beisitzer zum Reichskammergericht entsenden. Außerdem wurden die letzten beiden Sitze auf Vorschlag der Reichskreise durch den Reichstag gewählt, so dass die Assessoren des Reichskammergerichts zur Hälfte aus Vertretern der Reichskreise bestanden.
Auch als 1555 die Anzahl der Beisitzer auf 24 erhöht wurde, blieb die Rolle der Reichskreise entsprechend ihrer Wichtigkeit für den Landfrieden erhalten. Seitdem durfte jeder Reichskreis einen ausgebildeten Juristen und einen Vertreter der Reichsritterschaft entsenden, also jetzt zwei Vertreter.
Nach dem Westfälischen Frieden, in dem die Anzahl auf 50 erhöht wurde, und dem Jüngsten Reichsabschied wurde die Hälfte der Assessoren mit Vertretern der Reichskreise besetzt. Auch wurde nach 1648 darauf geachtet, dass die beiden Konfessionsgruppen jeweils einen der beiden Senatspräsidenten stellten sowie 26 der 50 Gerichtsassessoren katholisch und 24 evangelisch waren.
Neben Kammerrichter und Assessoren (dem eigentlichen Gericht) gehörte zum Reichskammergericht noch die Kammergerichtskanzlei. Die Kanzlei war für die Führung der Gerichtsbücher, die Archivierung der bei Gericht eingereichten Schriftstücke und die formelle Erstellung und Zusendung von Urteilen und sonstigen gerichtlichen Briefen zuständig. Die Kanzlei war organisatorisch vom Gericht unabhängig. Anders als das Gericht, das über den Kammerrichter unmittelbar vom Kaiser abhängig war, unterstand die Kanzlei über den Kanzleiverwalter dem Kanzler des Reiches, dem Kurfürsten von Mainz.
Zustellungen von ausgehenden Ladungen, Mandaten oder sonstige Gerichtsbriefen erfolgte durch zwölf Reichskammergerichtsboten, die durch den Botenmeister geführt wurden, oder durch am Gericht immatrikulierte Notare.:363 ff.
Weiterhin waren am Gericht Anwälte (Procuratoren, Advokaten) tätig. Der anwaltliche Vertreter des Königs hieß Fiskal.

## Zuständigkeit
Wie bereits erwähnt, war das Reichskammergericht für die Einhaltung des Landfriedens zuständig. Die Reichsstände durften nicht mit Waffengewalt gegen andere Stände vorgehen. Geschah dies doch, konnte der Fiskal ein Strafverfahren gegen den Landfriedensbrecher einleiten. Diese Kompetenz stand neben dem Angegriffenen auch dem Kammergericht von Amts wegen in eigener Initiative zu. Im Laufe der Zeit dehnte der Reichsgesetzgeber den Begriff des Landfriedens immer weiter aus. So wurden über die Bekämpfung der Fehde hinaus gewaltsame Religionskonflikte, Aufstände und Aufruhr der Untertanen, Taten herrenloser Söldner und Raub und Diebstahl durch „landschädliche“ umherziehende Leute oder Banden als Landfriedensbruch definiert, so dass über die Wahrung des Landfriedens diese Taten ebenfalls dem Reichskammergericht zugeordnet wurden.
Auch war das Reichskammergericht für die Verhängung der Reichsacht und in allen fiskalischen Klagen zuständig.
Weiterhin war das Reichskammergericht als oberstes Gericht im Reich für die Überprüfung von zivilrechtlichen Urteilen erster Instanz zuständig. Dies geschah über die Appellation. Fühlte sich ein Untertan eines Reichsstandes durch ein Urteil eines unteren Gerichts verletzt, so konnte er im Rahmen eines Untertanenprozesses ans Reichskammergericht appellieren. Allerdings musste er den Instanzenzug einhalten: Bestand neben einem unteren noch ein territoriales Obergericht, so musste er zunächst an diese mittlere Instanz appellieren, bevor er sich ans Reichskammergericht wenden konnte.
Da die unteren Instanzen meist in die Zuständigkeit der Reichsfürsten, freien Reichsstädte und anderer Reichsstände fielen, sahen diese in der konkurrierenden Rechtsprechung des Reichskammergerichts einen Eingriff in ihre Herrschaftsrechte. Sie suchten Appellationen aus ihrem Herrschaftsgebiet an das Reichskammergericht daher möglichst zu unterbinden. Gegen Geldzahlungen oder andere Dienstleistungen erlangten die meisten von ihnen bis zum Ende des alten Reichs ein kaiserliches Privileg, das sogenannte Privilegium de non appellando, das ihren Untertanen den Gang zum Reichskammergericht entweder ganz oder teilweise untersagte. Galt dies für alle Streitsachen, handelte es sich um ein so genanntes privilegium illimitatum; war das Verbot der Appellation dagegen auf Fälle bis zu einem gewissen Streitwert begrenzt, so sprach man von einem privilegium limitatum.
In Strafsachen über mittelbare Reichsangehörige war das Reichskammergericht nicht erstinstanzlich zuständig. Die sogenannte Blutgerichtsbarkeit lag bei den jeweiligen Landesherren der Territorien. Das bedeutet, dass Untertanen vor dem Reichskammergericht z. B. nicht wegen Hexerei angeklagt werden konnten. Gleichzeitig waren Strafverfahren einstufig aufgebaut, da als wichtigstes Beweismittel das Geständnis galt. In diesem Fall erschien es überflüssig, einem Straftäter, der seine eigene Schuld zugegeben hatte, ein Rechtsmittel gegen das untergerichtliche Urteil an die Hand zu geben. Deshalb waren seit 1530 Appellationen in Strafsachen an das Reichskammergericht verboten. In diesen Fällen konnte vor dem Reichskammergericht nur mit den Rechtsmitteln der Nichtigkeitsklage und des Mandatsprozesses gegen das Urteil vorgegangen werden. Im Falle der Nichtigkeitsklage wurde nicht die sachliche Unrichtigkeit des Urteils, sondern nur die rechtmäßige Prozessführung gerügt. Der Mandatsprozess bot den Klägern die Möglichkeit, im Rahmen einer einstweiligen Anordnung vorläufigen Rechtsschutz gegen die Strafverfolger zu erlangen, wenn auch hier Verfahrensfehler vorlagen und dem Kläger ein nicht wieder gutzumachender Schaden drohte.
Unabhängig von diesen Appellationsbeschränkungen konnte aber jeder Untertan eines Reichsstands sich an das Reichskammergericht wenden, wenn ihm die Rechtsprechung durch die territorialen Untergerichte verweigert worden war. Grundsätzlich war das Reichskammergericht also ein Appellationsgericht. Ausnahmsweise konnte es aber auch in erster Instanz tätig werden. Dies war immer der Fall, wenn ein Gerichtsverfahren gegen reichsunmittelbare Fürsten oder freie Reichsstädte geführt werden sollte, z. B. in Familienrechts- oder Erbstreitigkeiten.
Bei Besitzstreitigkeiten konnte das Reichskammergericht zudem in erster Instanz gegen jeden angerufen werden, der nicht reichsunmittelbar war, z. B. Bauern oder Städtebürger.

## Angewandtes Recht

### Prozessrecht
Prozessual verhandelte das Reichskammergericht nach den Bestimmungen der Reichskammergerichtsordnungen. Das waren Gesetze, die vom Kaiser zusammen mit dem Reichstag verabschiedet wurden. In der 300-jährigen Geschichte gab es eine Vielzahl an Reichskammergerichtsordnungen. Wichtige Ordnungen waren die von 1555 und der Jüngste Reichsabschied von 1654. Daneben wurden durch die als Reichsabschied bezeichneten Beschlüsse des Reichstags Prozessrechtsbestimmungen erlassen. Auch das Reichskammergericht selbst bildete das für es geltende Prozessrecht fort, in dem es zu bis dahin noch ungeklärten Prozessrechtsfragen sogenannte Gemeine Bescheide erließ. Das waren Urteile, die besagten, wie das Gericht in solchen prozessualen Konstellationen handeln werde.
Das in den Reichskammergerichtsordnungen, Reichsabschieden und Gemeinen Bescheiden festgelegte Prozessrecht wurde aber meist nicht aus dem Nichts geschaffen. Diese Rechtsbestimmungen fundierten ihrerseits auf dem Gemeinen Recht. Das Gemeine Recht ist zum einen das Recht der (katholischen) Kirche, das Corpus Iuris Canonici. Die römisch-katholische Kirche war im Mittelalter und auch noch (wenn auch schwindend) in der frühen Neuzeit die organisatorisch und kulturell am höchsten entwickelte Institution. Sie hatte ein schon seit langem effizientes Gerichtswesen, das als Vorbild für die meisten obersten Gerichte Europas galt. Die Prozessrechtsregelungen, die für die Kirchengerichte galten, waren im Mittelalter und in der frühen Neuzeit wissenschaftlich an den Universitäten bearbeitet worden. Jeder Jurist lernte diese Gesetze und wendete sie in der Praxis an. Genauso war es mit weltlichem Recht, das noch aus dem antiken römischen Reich überkommen war, Corpus Iuris Civilis, das ebenfalls im Mittelalter wissenschaftlich bearbeitet worden war.
An dem römisch-kanonischen Recht orientierten sich also die gesetzlichen Bestimmungen für die Judikatur des Reichskammergerichts, genauso wie diese das Reichskammergericht selbst bei der Entscheidungsfindung beachtete.
Im Prozess galt der Schriftlichkeitsgrundsatz (quod non legitur, non creditur bzw. quod non est in actis, non est in mundo); jedes Argument und jeder Antrag musste als Brief an das Gericht gesandt werden, was oft zu Verfahrensverzögerungen führte. Zwar gab es bereits ein Versäumnisverfahren, das die Möglichkeit bereitstellte, den Prozessgegner, der seine prozessualen Handlungen nicht vornehmen wollte, zu zwingen, jedoch war dieses Versäumnisverfahren sehr umständlich und langwierig. Manche Prozesse (z. B. der Münstersche Erbmännerstreit) dauerten somit viele Jahrzehnte lang oder gelangten nie zu einer Entscheidung.
Ein weiteres Problem war die Durchsetzung kammergerichtlicher Urteile. Das Reichskammergericht konnte lediglich bei Nichtbefolgung seiner Urteile auf Antrag der obsiegenden Partei Strafen aussprechen, die Urteile aber nicht mittels hoheitlicher Vollstreckungsorgane im Wege des staatlichen Zwangs durchsetzen. Derjenige, der ein Urteil des Reichskammergerichts erlangt hatte, musste zu anderen Behörden des Reichs bzw. zu territorialen Herrschaftsträgern gehen und dort um Hilfe ersuchen.
Der Erste, der den Prozess vor dem Reichskammergericht systematisch darstellte, war Noe Meurer in seiner Schrift Practica von deß Cammer Gerichts-Ordnung vnd Proceß (1566). Meurer war am Reichskammergericht in Speyer ab 1549 zunächst als Advokat und Notar und dann von 1557 bis 1563 als Assessor tätig.

### Materielles Recht
Inhaltlich standen dem Gericht keine Reichsgesetze wie die Reichskammergerichtsordnungen oder die Reichsabschiede zur Verfügung, sondern es urteilte nach dem Gemeinen Recht, das nicht nur prozessrechtliche Bestimmungen, sondern auch materiell-rechtliche Bestimmungen enthielt. Die Grundlage des Gemeinen Rechts war das Corpus iuris civilis. Diese praktische, zeitgemäße Anwendung des Römischen Rechts in Wissenschaft und Praxis bezeichnet man als usus modernus pandectarum. Zwar besagte die Reichskammergerichtsordnung von 1495, dass Partikularrecht (insbesondere Stadt- und Landrecht) und Gewohnheitsrecht dem Gemeinen Recht vorgehen sollte, jedoch nur, wenn es von einer Prozesspartei vorgetragen wurde und diese die Wirksamkeit beweisen konnte. Dies geschah eher selten und das Reichskammergericht wandte die gewohnheitsrechtlichen Regeln daher sehr zurückhaltend an. Indem das Reichskammergericht das Gemeine Recht anwandte, verdrängte es das zuvor in Deutschland geltende Gewohnheitsrecht. Damit beförderte es das Eindringen des wissenschaftlich bearbeiteten Gemeinen Rechts in die Rechtspraxis (sog. Rezeption des Gemeinen Rechts). Dies ist ein wichtiges historisches Verdienst des Reichskammergerichts.
Die Spruchpraxis in Bauernprozessen wurde in einer umfangreichen Bauernrechtsliteratur dargestellt, kommentiert und verbreitet.

## Aufsicht über das Reichskammergericht
Auf dem Konstanzer Reichstag von 1507 wurde erstmals eine Überprüfung des Gerichts angeordnet, die 1508 in Regensburg, dem damaligen Sitz des Reichskammergerichts, durchgeführt wurde. Seit der Reichskammergerichtsordnung von 1521 bezeichnete man eine solche Überprüfung als Visitation.
Visitationen des Kammergerichtes waren vorgesehen, um Missstände zu beseitigen. So war auch eine Kommission 1771 nach Wetzlar gekommen, bestehend aus zwei Reichskommissaren und 24 Subdeligierten, die von den Reichsständen ernannt
waren. Dazu kamen Sekretäre und Kanzlisten.
- Siehe Reichskammergerichtsvisitation

## Amtstracht

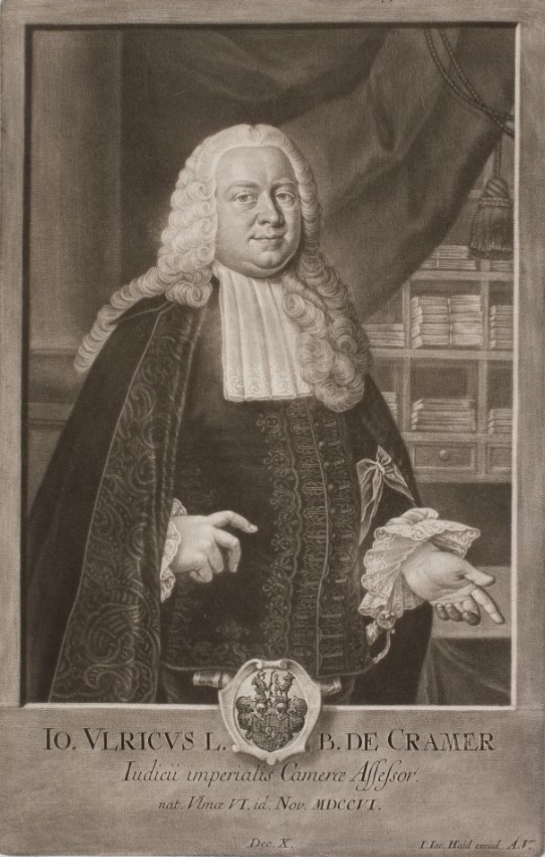
Assessor Johann Ulrich von Cramer in Amtstracht

Alle Richter trugen eine spanische Tracht, bestehend aus schwarzen Umhängen, mit Tressen und Borten besetzt, weißen Spitzenjabots und Zierdegen. Als Kopfbedeckung dienten eine Allongeperücke und ein schwarzer Hut mit runder Krempe.

## Personal des Gerichts
Geleitet wurde es von einem Kammerrichter und zwei Präsidenten. Diese drei Ämter wurden vom Kaiser vergeben. Die eigentliche Behörde stellten die Assessoren dar,
deren Zahl ständig schwankte.
Das Direktorium des Kamerakollegiums, bestehend aus dem Kammerrichter und den Präsidenten, wurde ausschließlich vom Kaiser ernannt.:16
Das gesamte Personal des Kammergerichtes umfasste zur Zeit Goethes mit Angehörigen und Bediensteten etwa 900 Personen, was bedeutete, dass im damaligen Wetzlar fast jeder vierte zum Reichskammergericht gehörte.
Ein weites Feld nahmen auch die Prozesse der Cameralen (Gerichtsangehörige) ein, welche diese gegen die Wetzlarer Bürger führten. Denn sowohl die Reichskammergerichtsordnung von 1555 wie auch der jüngste Reichsabschied von 1654 gewährte den Angehörigen des Gerichts besondere Freiheiten. Dazu gehörte auch die Freiheit von „anderer GerichtBzweng“. Die Cameralen prozessierten deshalb ihre alltäglichen Streitigkeiten mit den Wetzlarer Bürgern vor dem Reichskammergericht aus. Obwohl Wetzlar im Jahre 1695 auf etwa 3200 Einwohner kam und die Zahl der Gerichtsangehörigen im Jahre 1703 mit zusammen 113 Personen angegeben wird ° , waren an den Prozessen, welche in der Wetzlarer Zeit des Reichskammergerichts geführt wurden, die Gerichtsangehörigen mit etwa 2/5 beteiligt.

### Kammerrichter
Der Kammerrichter war ein vom Kaiser ernannter Angehöriger des Reichsadels, der das Gerichtspersonal anführte und das Gericht nach außen repräsentierte. Seine Aufgabe bestand darin, die äußere Ordnung des Gerichts aufrechtzuerhalten und die Prozesse zur Bearbeitung an die verschiedenen Assessoren zu verteilen. Er leitete zunächst auch die Sitzungen des Gerichts.
| Nr. | Name                                        | Amtszeit              |
| --- | ------------------------------------------- | --------------------- |
| 01  | Eitel Friedrich von Zollern                 | 1495–1496             |
| 02  | Jakob von Baden                             | 1496–1499             |
| 03  | Adolf von Nassau                            | 1500–1501             |
| 04  | Wiguleus Fröschl                            | ,1503–1504, 1507–1508 |
| 0–  | Adolf von Nassau (2. Mal)                   | 1509–1511             |
| 05  | Sigismund von Fraunberg                     | 1512–1518             |
| 06  | Adam von Beichlingen                        | 1521–1535             |
| 07  | Johann von Pfalz-Simmern                    | 1536–1539             |
| 08  | Johann von Montfort                         | 1541–1547             |
| 09  | Wilhelm Werner von Zimmern                  | 1548–1555             |
| 10  | Johann von Hoya                             | 1556–1557             |
| 11  | Michael Helding                             | 1558–1561             |
| 12  | Friedrich von Löwenstein                    | 1562–1568             |
| 13  | Marquard von Hattstein                      | 1569–1581             |
| 14  | Philipp von Winneberg                       | 1582–1583             |
| 15  | Eberhard von Dienheim                       | 1584–1610             |
| 16  | Philipp Christoph von Sötern                | 1611–1652             |
| 17  | Wilhelm von Baden                           | 1652–1676             |
| 18  | Johann Hugo von Orsbeck                     | 1676–1710             |
| 19  | Franz Alexander von Nassau-Hadamar          | 1711–0000             |
| 20  | Froben Ferdinand von Fürstenberg-Mößkirch   | 1717–1721             |
| 21  | Philipp Karl von Hohenlohe-Bartenstein      | 1722–1729             |
| 22  | Franz Adolf Dietrich von Ingelheim          | 1730–1742             |
| 23  | Ambrosius Franz von Virmont                 | 1742–1744             |
| 24  | Karl Philipp Franz zu Hohenlohe-Bartenstein | 1746–1763             |
| 25  | Franz Joseph Spaur von Pflaum und Valeur    | 1763–1797             |
| 26  | Philipp Karl zu Oettingen-Wallerstein       | 1797–1801             |
| 27  | Heinrich Alois von Reigersberg              | 1803–1806             |

(Quelle: Rudolf Smend: Das Reichskammergericht:245 ff.)

### Präsidenten
Für den Vorsitz der im 16. Jahrhundert gebildeten zwei Senate wurden vom Kaiser die Stellen der Kammergerichtspräsidenten geschaffen, die paritätisch jeweils mit einem katholischen und einem evangelischen Kandidaten besetzt wurden. Sie leiteten das Richterkollegium.

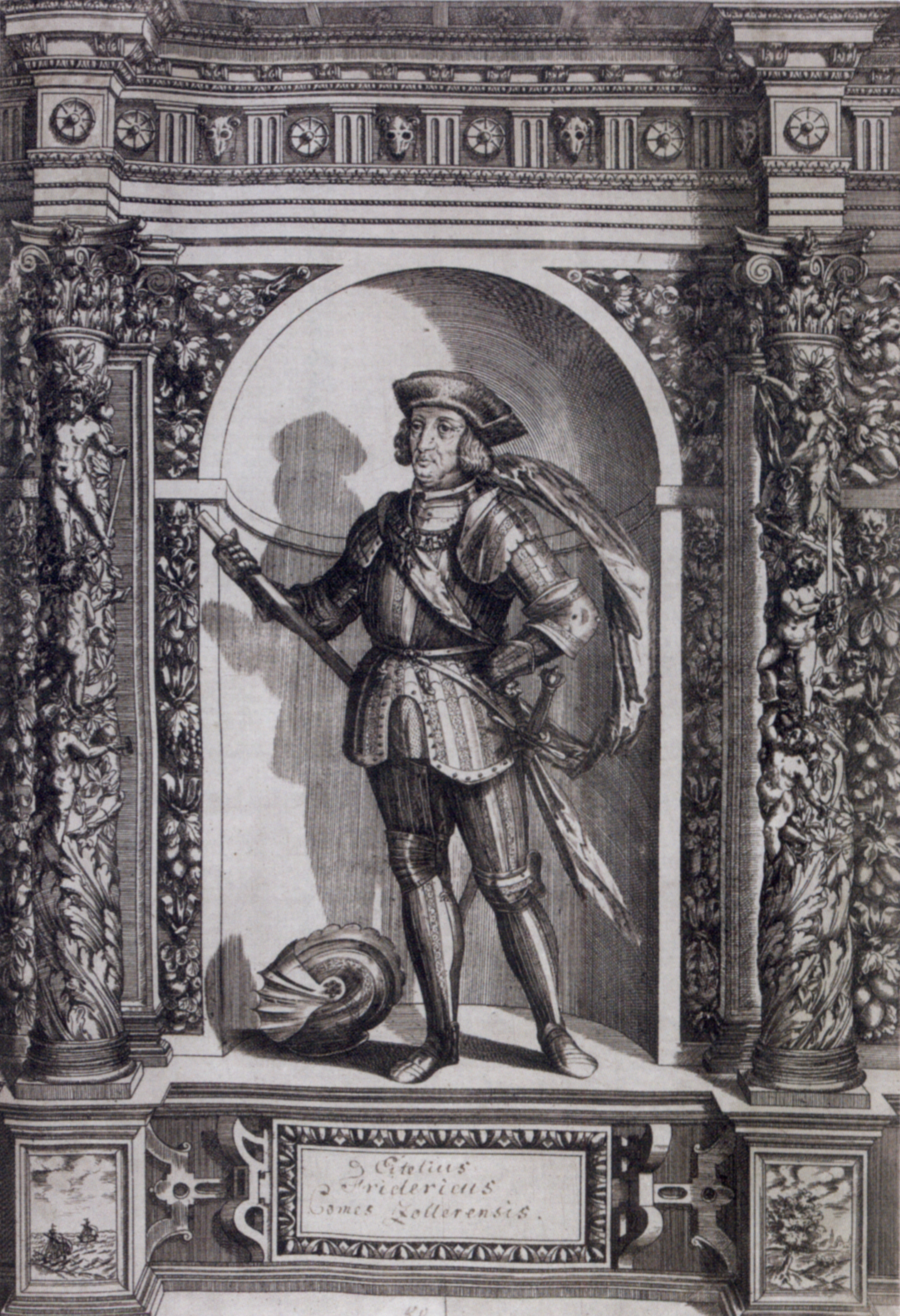
Eitel Friedrich von Zollern

- 1495–1496 Eitel Friedrich von Zollern[35]
- 1510–1519 Graf Bernhard III. von Eberstein
- 1519–? Johann von Hattstein († 1546), deutscher Johanniter-Großprior[36]
- 1521–1535 Graf Adam von Beichlingen († 1538)
- 1546–1555 Graf Wilhelm IV. von Eberstein (* 1497; † 1562)
- 1554–1556 Graf Friedrich von Löwenstein
- 1555–1557 Johann IV. von Hoya, Fürstbischof von Osnabrück (1553), Münster (1566) und Paderborn (1568); (* 1529; † 1574)
- 1562–1564 Graf Schweikhard von Helfenstein, Freiherr von und zu Gundelfingen (* 1539; † 1599)
- um 1569 Freiherr Georg Theseres von Fraunhofen († 1591)
- um 1580/83 Freiherr Cuno von Winnenberg und Beilstein
- um 1591 Graf Georg III. von Helfenstein, Freiherr von und zu Gundelfingen (* 1571; † 1607)
- um 1603 Graf Froben Christoph von Helfenstein, Freiherr von und zu Gundelfingen (* 1573; † 1622)
- 1629–1644 Moritz Freiherr von Büren (* 1604; † 1661)
- 1649–1670 Johann Eusebius Fugger (* 1617; † 1672)
- 1664–1670 wird als Präsident auch Johann XXV. von Dalberg genannt. Es ist aber nicht klar, ob er das Amt auch angetreten hat.[37]

### Präsidenten während der Wetzlarer Zeit
1. Präsidenten des römisch-katholischen Bekenntnisses
- 1671–1693 Freiherr Philipp Franz Eberhard von Dalberg (* 1635; † 1693)
- 1694–1697 Graf Carl Ferdinand zu Manderscheid († 1697)
- 1698–1730 Graf Franz Adolf Dietrich von Ingelheim (* 1659; † 1742)
- 1742–1742 Graf Ambrosius Franz Dietrich Christian Adalbert von und zu Virmont und Bretzenheim (* 1684; † 1744)
- 1743–1757 Freiherr Philipp Carl Anton von Groschlag zu Dieburg
- 1757–1763 Graf Franz Joseph Spaur von Pflaum und Valeur (* 1725; † 1797)
- 1763–1777 Graf Rudolf Waldbott von Bassenheim (* 1731; † 1805)
- 1778–1790 Freiherr Adolf von Trott
- 1791–1797 Graf Philipp Karl zu Oettingen-Wallerstein (* 1759; † 1826)
- 1797–1803 Graf Heinrich von Reigersberg (* 1770; † 1865)
- 1804–1806 Freiherr Adam Friedrich Schenk von Stauffenberg (* 1767; † 1808)

2. Präsidenten des Augsburger Glaubensbekenntnisses
- 1688–1698 Graf Johann Anton von Leiningen-Westerburg
- 1699–1723 Graf Friedrich Ernst von Solms (* 1671; † 1723)
- 1724–1764 Graf Karl von Wied-Runkel (* 1684; † 1764)
- 1765–1772 Burggraf Christian Albrecht Casimir von Kirchberg zu Sayn und Wittgenstein (* 1726; † 1772)
- 1772–1800 Freiherr Johann Siegmund Carl von und zu Thüngen (* 1730; † 1800)
- 1800–1806 Freiherr Franz Paul Christoph von Seckendorff (* 1750; † 1823)

(Quelle: Georg Schmidt-von Rhein: Das Reichskammergericht in Wetzlar)

### Assessoren
Entgegen der heute üblichen Bedeutung des Wortes Gerichtsassessor gehörten die Assessoren des Reichskammergerichts zu den Spitzenbeamten in der Ämterhierarchie des Alten Reiches, in Funktion und Rang vergleichbar den Richtern unserer heutigen Bundesgerichte.:9
Die juristische Arbeit am RKG leisteten 16, später 50 vorgesehene Assessoren oder Beisitzer, an deren Bestellung die Reichsstände beteiligt waren.:7
Die einzelnen Fälle wurden jeweils in einem Senat, der vier bis sechs Assessoren umfasste, bearbeitet. Das Gericht verhandelte in Abwesenheit der Parteien schriftlich, und dieser an sich langsame Weg brachte es mit sich, dass in jedem Jahr eine Reihe von Fällen nicht erledigt werden konnte.
Schon um 1500 hatte sich ein kompliziertes Verfahren zur Besetzung des Kameralkollegiums herausgebildet, in dem die dualistische Struktur der Reichsverfassung mit dem Gegenüber von Kaiser und Reichsständen zum Ausdruck kam. Die Besetzung der Assessorate erfolgte auf Grund des sogenannten Präsentationssystems, einem Vorschlagsverfahren, an dem außer dem Kaiser sämtliche Kurfürsten und alle Reichskreise beteiligt waren.:16 Die Beteiligung der Reichsstände an der Wahl der Assessoren bedeutete faktisch einer Teilung der Jurisdiktionsgewalt.:6
Sie sollten zur einen Hälfte aus an Universitäten ausgebildeten Juristen mit akademischem Grad und zur anderen aus Adeligen (mindestens aus dem Rittertum stammend) bestehen. Später wurde auch für die adeligen Besitzer ein rechtswissenschaftliches Studium gefordert. Die Assessoren sollten ihr Amt als eine Vollbeschäftigung verstehen und keiner anderen Tätigkeit nachgehen.:7
Für das Amt eines Assessors am höchsten Reichsgericht bestand gerade in der Wetzlarer Zeit kein Mangel an Bewerbern:10, weil es oft ein Sprungbrett für eine weitergehende Karriere war.
Doch zu Goethes Zeit waren jedoch von den vorgesehenen 25 Stellen nur 17 besetzt. Da das Reichskammergericht durch die Reichsstände finanziert wurde, und die schleppend eingehenden Mittel auch nie ausreichten, kam es, dass die Zahl der Assessoren niemals für die 230 bis 250 jährlich eingehenden Prozesse ausreichte.
Goethe bemerkte hierzu in seiner Autobiographie Dichtung und Wahrheit, dass man bei den westfälischen Friedensunterhandlungen zwar erkannt hatte, dass die Zahl der Assessoren nicht ausreichend war, um jene „Sisyphische Last“ zu bewältigen und „vom Platze zu bewegen“. Die nunmehr vorgesehene Zahl von 50 Assessoren wurde allerdings nie erreicht: Man begnügte sich aufwandsbedingt mit der Hälfte. Um 25 Beisitzer zu besolden, waren ungefähr einhunderttausend Gulden nötig.
Diese Umstände waren die Ursachen der sprichwörtlichen Langsamkeit des Kammergerichtes. Goethe schrieb hierzu:
„Damals konnten jährlich etwa 200 Fälle erledigt werden. Einzelne Verfahren zogen sich dagegen über lange Zeit hin; so war zum Beispiel ein Prozeß zwischen Nürnberg und Brandenburg, der 1526 begonnen wurde, 1806 bei der Auflösung des Gerichtes noch nicht beendet.“
Bekannte Assessoren waren u. a.:
- Aggäus van Albada nach 1553
- Johann von Albini
- Franz Joseph von Albini[42][43] 1775–1787 für den Fränkischen Reichskreis
- Friedrich Ludwig von Berger
- Johann Franz Aegidius von Beaurieux zu Schönbach (von Borie)[44]
- Joachim Andreas von Bernstorff 664–1710 für den obersächsischen Kreis[45]
- Konrad Braun 1533–1535 Beisitzer und Leiter der Kanzlei am Reichskammergericht dann wieder ab 1536–1545
- Christian Philipp Brinck 1688–1709[46]
- Franz Frosch 1530–1532[47]
- Karl Albert von Kamptz
- Georg Melchior von Ludolf
- Johann Ulrich von Cramer
- Erich Volkmar von Berlepsch
- Karl Friedrich August von Dalwigk ab 1800
- Friedrich Wilhelm von Danckelmann
- Nicolaus Everhardus[48]
- Hulderich von Eyben 1678–1680
- Egid Joseph Karl von Fahnenberg 1790–1796
- Andreas von Gail 1558–1568 (von Kurtrier präsentiert)
- Christian Hartmann Samuel von Gatzert ab 1779
- Otto Heinrich I. von Gemmingen-Hornberg
- Hans Adam Gienger von Wolfseck
- Johann Georg von der Grün 1618–1624 für Kurpfalz[49]
- Johann Christoph von der Grün[50] 1775–1787
- Valentin Ferdinand von Gudenus ab 1724
- Johann Heinrich von Harpprecht
- Hartmannus Hartmanni ab 1556
- Matthias von Held ab 1526
- Johann Sebastian von Hirnheim ab 1521
- Wiguleus Hund 1548–1551
- Wolfgang Hunger ab 1549
- Jakob von Jonas für den fränkischen Kreis später Reichsvizekanzler
- Franz Jügert 1615–1623 bzw. 1628 entlassen
- Jakob Lampadius
- Abraham Löscher 1559–1567
- Erich Mauritius ab 1682
- Joachim Mynsinger von Frundeck 1548–1556 (für den oberrheinischen Kreis)
- Christian Nettelbladt (seit 1771 wg. Korruptionsverdachts suspendiert, 1774 entlassen)
- Johann IV. von Osnabrück ab 1533
- Johann Hermann Franz von Pape 1756–1774 (seit 1771 wg. Korruptionsverdachts suspendiert, 1774 entlassen)
- Johann Wilhelm Riedesel zu Eisenbach 1746–1770
- Sebastian von Rotenhan
- Raphael Seiler[51]
- Simon Schard 1566–1573
- Caspar Schober 1529–1532
- Franz Joseph von Stein ab 1799
- Johann von Ulmenstein 1740–1751[52]
- Eberhard Wambolt von Umstadt 1573–1587
- Ignatius Ferdinand von Vogelius
- Johann Joseph von Weinbach[53] ab 1777
- Viglius Zuichemus ab 1535 für Karl V.

- Weitere RKG-Assoren bei Thesaurus Personarum[54]

## Unterhalt des Gerichts
Nachdem die Reichsstände bei der Wahl der Assessoren mitwirkten, sollten sie sich entsprechend ihrer Besetzungsrechte auch an der Finanzierung des Reichsgerichts beteiligen, die bisher der Kaiser allein trug. Hierzu wurde 1495 am Wormser Reichstag die allgemeine Reichssteuer, der Gemeine Pfennig eingeführt. Dieser konnte sich allerdings nicht auf Dauer halten. Schließlich wurde der sogenannte Kammerzieler beschlossen, der von den Reichskreisen mit ihren Reichsständen dauerhaft geschuldet und von diesen aufzubringen war und ausschließlich der Unterhaltung des Reichskammergerichts dienen sollte (collecta ad sustentationem judicii cameralis destinata).:6 Für die Verwaltung dieser Einnahmen war der Reichspfennigmeister am Reichskammergericht zuständig. Von den vereinnahmten Geldern bezahlte er die Personen des Reichskammergericht und deren Rechnungen worüber er bei Visitation des Gerichts Rechenschaft ablegen sollte. Aber auch der Kaiser war zum Unterhalt verpflichtet, wie noch Joseph I. bei seiner Wahl zum römischen König in der Wahlkapitulation 1690 bestätigte.

## Sitze des Gerichts
Folgende Reichsstädte waren Sitz des Reichskammergerichts:
- 1495–1497: Frankfurt am Main
- 1497–1499: Worms
- 1500:–0000 Augsburg
- 1501:–0000 Nürnberg
- 1502:–0000 Augsburg
- 1503–1509: Regensburg
- 1509–1513: Worms
- 1513–1514: Speyer
- 1514–1520: Worms
- 1521–1524: Nürnberg
- 1524–1527: Esslingen am Neckar
- 1527–1689: Speyer, nach dessen Zerstörung Verlegung aufgrund eines Reichstagsbeschlusses aus dem Jahr 1689
- 1689–1806: Wetzlar, letzter Standort, in Wetzlar befindet sich auch heute das Reichskammergerichtsmuseum

Als erster Gerichtssitz wurde 1495 die Reichsstadt Frankfurt am Main gewählt, die als Wahlort und mit ihrer zentralen Lage im Reich als geeigneter Standort erschien. Doch im Rat der Stadt bildet sich bald Widerstand gegen diese Entscheidung, da der Rat in den durch die in der Reichskammergerichtsordnung 1495 gewährten Privilegien und Rechte für die Angehörigen des Gerichts (Kameralen) eine Gefährdung der wirtschaftlichen und jurisdiktionellen Verhältnisse Frankfurts sah.
Nach dem Wegzug aus Frankfurt folgten für das Reichskammergericht Zeiten des ständigen Umzugs. Auch andere Reichsstädte begründeten ihre ablehnende Haltung gegenüber einer Aufnahme des Gerichts ähnlich wie Frankfurt mit den aufgetretenen Beeinträchtigungen durch das Reichskammergericht. Die meisten Reichsstädte verweigerten seine Aufnahme vor allem aus Sorge um ihre Autonomie hartnäckig.:6
Durch eine Aufnahme des Reichskammergerichts veränderte sich der Status der beherbergenden Reichsstadt. die damit in das Bewusstsein als Sitz einer Reichsinstitution und einer Stütze des Reichsgefüges trat. Als solche war sie aber auch Kaiser und Reich besonders verpflichtet. Ein Konflikt mit dem Reichskammergericht führte daher zumeist auch zu einer Auseinandersetzung mit diesen, wie der Streit Speyers mit dem Reichskammergericht zeigte. Damals drohte der Kaiser der Reichsstadt mit Privilegienentzug, sollte diese ihren Verpflichtungen nicht nachkommen.
Andererseits genoss die Reichsstadt den besonderen Schutz des Reiches. Der Sitz des Reichskammergerichts garantierte der kleinen Reichsstadt Wetzlar die durch den Landgrafen von Hessen-Darmstadt gefährdete Reichsunmittelbarkeit. Der Gerichtssitz sollte von kriegerischen Auseinandersetzungen verschont bleiben. Dieser Schutz konnte nicht immer gewährleistet werden, wie es sich für Speyer im Pfälzischen Erbfolgekrieg zeigte.

## Rezension
Die wohl bekannteste literaterische Würdigung erfährt das Reichskammergerichts durch den ehemaligen Praktikanten Johann Wolfgang von Goethe. Seine Charakteristik des Reichskammergerichts findet sich in seiner Autobiographie Aus meinem Leben. Dichtung und Wahrheit im III. Teil, 12. Buch. Das Schicksal des Gesandtschaftssekretärs am Reichskammergericht in Wetzlar Karl Wilhelm Jerusalem bildete den Anstoß zu seinem Briefroman Die Leiden des jungen Werthers, der im September 1774 erschien.